# Edward FitzGerald (Schriftsteller)

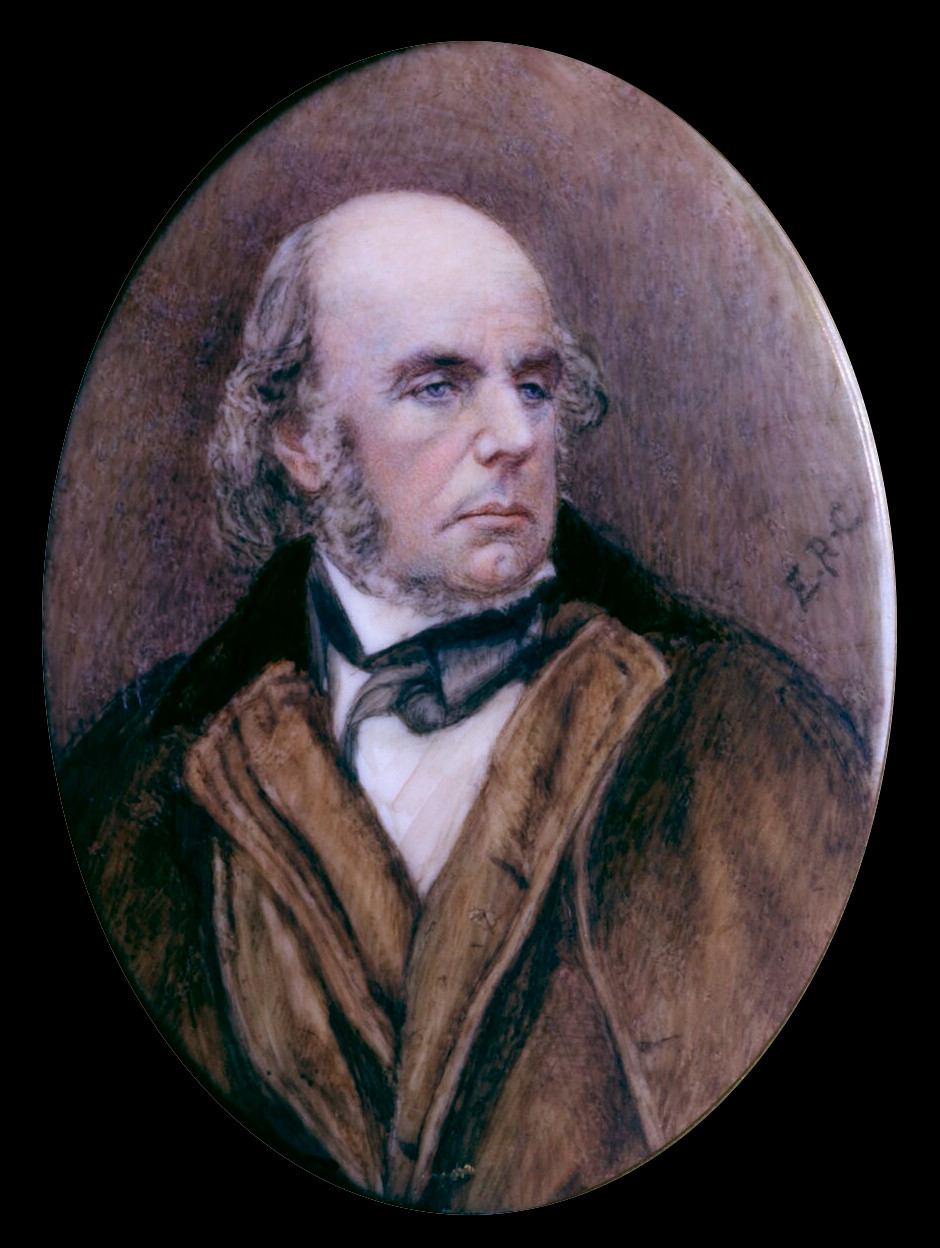
Edward FitzGerald, 1873

Edward FitzGerald (oder auch Edward Fitzgerald, * 31. März 1809 in Woodbridge, Suffolk; † 14. Juni 1883 in Merton, Norfolk) war ein britischer Schriftsteller und Übersetzer. Berühmtheit erlangte er durch seine erste englischsprachige Übersetzung der Rubaiyat (Vierzeiler) von Omar Chayyām, die einen bedeutenden Einfluss auf die spätviktorianische und edwardianische Dichtung hatte und zu einem allgemeinen Interesse an der persischen Literatur in Großbritannien beitrug.

## Leben
Edward FitzGerald, Sohn einer anglo-irischen Familie, kam als Edward Marlborough Purcell in Bredfield Hall in Suffolk zur Welt. Sein Vater John Purcell nahm 1818 den Namen und das Adelswappen der Familie seiner Frau, der FitzGeralds an, die zu den wohlhabendsten Familien Englands gehörte.
Nachdem seine Familie einige Jahre in Frankreich (St.Germain und Paris) verbracht hatte, kehrte sie 1818 nach England zurück. 1821 wurde Edward an die King Edward VI School in Bury St Edmunds geschickt und besuchte ab 1826 das Trinity College in Cambridge. Dort machte er Bekanntschaft mit dem Schriftsteller William Makepeace Thackeray, dem Essayisten und Historiker Thomas Carlyle sowie dem Gelehrten William Hepworth Thompson. Viele seiner Freunde gehörten dem Zirkel der Cambridge Apostles an, darunter auch Alfred Tennyson. Er selbst wurde in diese Gruppe nicht aufgenommen. 1880 zog FitzGerald nach Paris und kehrte später wieder in seine Heimat zurück. Sein Familienvermögen erlaubte es ihm, sich dort ganz seinem Garten, der Musik und Literatur zu widmen. 1851 veröffentlichte er sein erstes Buch Euphranor, einen Platonischen Dialog, der sich aus seinen Erinnerungen aus Cambridge speiste. 1852 erschien Polonius, eine Sammlung von Aphorismen. Ab 1850 begann er, sich mit spanischer und persischer Dichtung zu befassen. Dies tat er unter Begleitung des Linguisten Edward Byles Cowell (1826–1903), der bereits im Alter von 16 Jahren sein erstes Ghasel von Hafis veröffentlicht hatte.

## Werk

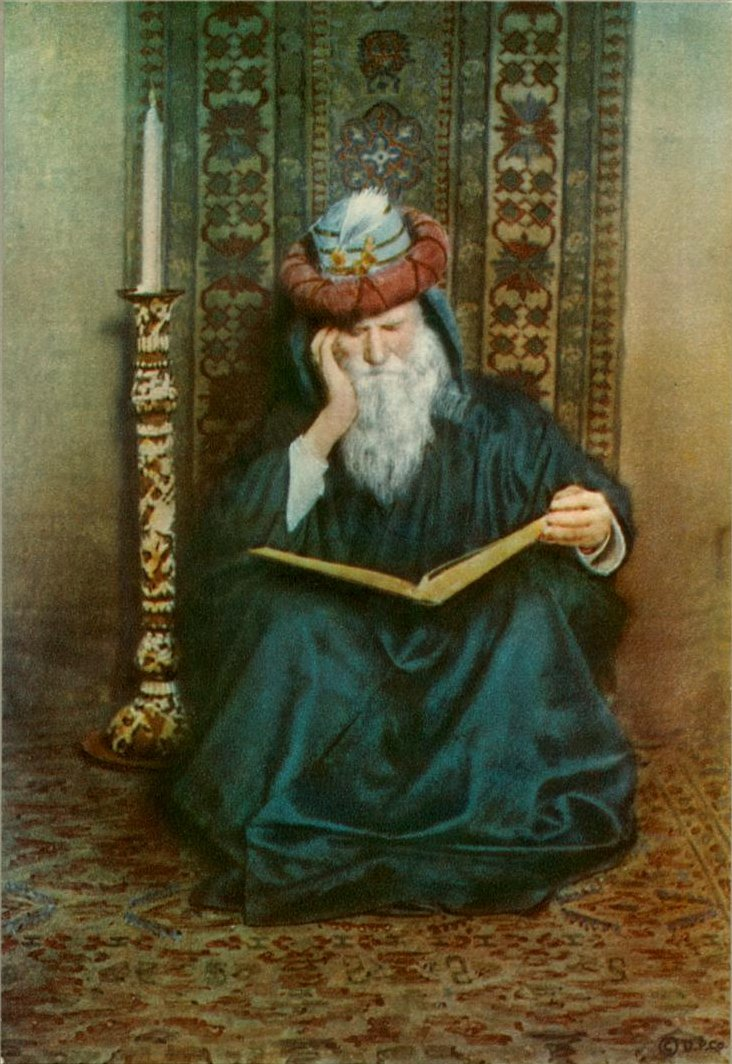
Illustration der ersten Ausgabe der Rubaiyat in FitzGeralds Übersetzung

1853 brachte FitzGerald seine Six Dramas of Calderón heraus, die er frei übersetzt hatte. 1856 veröffentlichte er anonym Salaman und Absal von Dschāmi in miltonschem Vers. Als Cowell im selben Jahr eine akademische Stelle in Indien annahm, überreichte er FitzGerald als Abschiedsgeschenk eine Kopie von einigen Vierzeilern ʿOmar Chayyāms, die er von einem Manuskript in der Bodleian Library, Oxford gemacht hatte. Aus Kalkutta schickte er ihm die Kopie eines weiteren Manuskripts. 1859 veröffentlichte FitzGerald sein erstes anonymes Pamphlet unter dem Namen The Rubaiyat of Omar Khayyam, das zunächst jedoch von niemandem wahrgenommen wurde. Erst 1860 wurden viktorianische Dichter darauf aufmerksam, darunter Rossetti, Swinburne, Browning, Meredith und Lord Houghton. 1868, 1872 und 1879 folgten weitere überarbeitete Auflagen der Rubaiyat und eine verkürzte Übersetzung der Vogelgespräche von Fariduddin Attar, die er A Bird's – Eye view of the Bird Parliament nannte. Ab Beginn der 1860er Jahre wandte sich FitzGerald wieder verstärkt der spanischen aber auch griechischen Literatur zu. Er übersetzte Agamemnon von Aischylos und zwei weitere Stücke Calderóns und fertigte Übersetzungen der Ödipus-Tragödien an.

## Charakteristik seiner Übersetzungen
FitzGeralds Übersetzungen zeichneten sich durch sein Bestreben aus, sogenannte „readable“ Versionen – wie er sie selber nannte – zu erstellen, die sich oft signifikant vom Original entfernten. Ziel dieser Herangehensweise war es, die von ihm bearbeiteten Werke dem Geschmack seines (damals viktorianischen) Publikums anzugleichen und zugänglich zu machen. Hierzu bediente er sich drastischer Kürzungen, teilweise auch formaler Änderungen und einer Konzentration auf die philosophische und metaphysische Aussage des Werkes. Auf diese Weise gelang es ihm, den Ton und die Atmosphäre des übersetzten Stückes zu übertragen.

## DieRubaiyatvon ʿOmar Chayyām
Ähnlich verfuhr er bei der Übersetzung der Rubaiyat: zunächst nahm er formale Änderungen vor und brachte die Vierzeiler in eine kontinuierliche Darbietungsform. Interpretatorisch legte er den Schwerpunkt auf die hedonistische Annäherung eines Skeptikers an das Leben.
Seit ihrem Erscheinen entwickelten sich die Rubaiyat zu einem festen Bestandteil der englischsprachigen Kultur: „[The Rubaiyat] … though a very free adaption and selection from the Persian poet's verses, stands on its own as a classic of English literature. It is one of the most frequently quoted of lyric poems …“ Von den 101 Vierzeilern der fünften Edition FitzGeralds werden im Oxford Dictionary of Quotations 43 in ganzer Länge zitiert. Hinzu kommen eine Reihe von Einzelzitaten. Zu den am weitesten bekannten Vierzeilern zählt folgender, auf den unter anderem Eugene O’Neill im Titel seines Dramas Ah Wilderness! Bezug nimmt und der gelegentlich auch parodiert wird:

“Here with a Loaf of Bread 
beneath the Bough,
 
A Flask of Wine, a Book of Verse – and Thou

Beside me singing in the Wilderness –
 
And Wilderness is Paradise enow.”

### Sekundärliteratur
- Harold Bloom: Modern Critical Interpretations Philadelphia, 2004.
- Dick Davis: „Edward Fitzgerald“. In: Encyclopedia Iranica. Routledge
- Dick Davis: Fitzgerald, Edward. In: Ehsan Yarshater (Hrsg.): Encyclopædia Iranica. Band 10 (1), 2001, ISBN 0-933273-56-8 (englisch, iranicaonline.org, Stand: 15. Dezember 1999 [abgerufen am 8. Juni 2011] mit Literaturangaben).
- Robert Douglas-Fairhurst: Victorian Afterlives: The Shaping of Influence in Nineteenth-Century Literature. Oxford Univ. Press, Oxford 2002.
- Gary Sloan: Great Minds. „The Rubáiyát of Edward FitzOmar“. Winter 2002/2003 – Volume 23, No. 1

### Bibliographien und Biographien (Auswahl)
- A.C. Benson: Ausgabe zu FitzGerald in der English Men of Letters Serie.
- Jorge Luis Borges: The Enigma of Edward FitzGerald. In: Selected Non-Fictions. Penguin 1999, ISBN 0-14-029011-7
- Centenary Celebrations Souvenir. Ipswich, März 1909
- Robert Bernard Martin: With Friends Possessed: A Life of Edward Fitzgerald
- Alfred M. Terhune (Hrsg.): Briefe. Sammlung der Briefe in vier Ausgaben. Syracuse University 1980.
- Thomas Wright: Life of Edward FitzGerald. 1904 mit Bibliographie (vol. ii. pp. 241–243) und einer Liste mit Quellen (vol. i. pp. xvi.–xvii.)
- George F. Maine: Edward FitzGerald. The man and his work. in E. F. (Übers.): Rubaiyat of Omar Khayyam, followed by Euphranor, a dialogue on youth, and Salaman and Absal, an allegory translated from the Persian of Jami. Reihe: Olive Classics. Collins, London & Glasgow 1953, S. 25–48[8]